# Domenico Selvo
Domenico Selvo foi o 31.º Doge de Veneza, cargo que ocupou entre 1071 a 1084. Durante seu reinado como Doge, suas políticas locais, as alianças que ele criou e as batalhas em que os militares venezianos se tornaram vencedores e perdedores foram as bases para grande parte das futuras políticas interna e externa da República de Veneza. Ele evitou confrontos com o Império Bizantino, o Sacro Império Romano-Germânico e a Igreja Católica Romana, em um momento da história europeia em que os conflitos ameaçavam perturbar o equilíbrio dos poderes. Além disso, ele também determinou novos acordos com as principais nações que estabeleceriam um longo período de prosperidade à República de Veneza. Através de sua aliança militar com o Império Bizantino, o imperador Aleixo I Comneno concedeu favores econômicos a Veneza com a declaração de um tratado bizantino-veneziano que permitiria o desenvolvimento do comércio internacional da república nos próximos séculos.
Dentro da própria cidade, ele supervisionou o período mais longo da construção da moderna Basílica de São Marcos do que qualquer outro Doge. A arquitetura complexa da basílica e as decorações caras são um testemunho da prosperidade dos comerciantes venezianos durante essa época. A forma essencialmente democrática pela qual ele não apenas foi eleito, mas também destituído do poder fez parte de uma importante transição da filosofia política veneziana. A derrubada de seu governo em 1084 foi um dos vários golpes de Estado no início da história da república que mancharam ainda mais as linhas entre os poderes do Doge, o eleitorado comum e a nobreza veneziana.

## Antecedentes

Mapa da Itália em 1000 mostrando o domínio Bizantino sobre o sul da Itália e a subsequente proximidade com o Sacro Império Romano-Germânico

No início do reinado de Pietro II Candiano em 932, a República de Veneza viu uma série de líderes ineptos, como Pietro III Candiano, Pietro IV Candiano e Tribuno Memmo. A renomada ambição e arrogância desses Doges causaram a deterioração do relacionamento com o Sacro Império Romano-Germânico no oeste, a estagnação do relacionamento com o Império Bizantino no leste e a discórdia em casa na República. No entanto, em 991, Pietro II Orseolo tornou-se Doge e passou seu reinado empurrando as fronteiras da República mais para o leste da costa ocidental da Península Balcânica com suas conquistas na Dalmácia em 1000. Isso fortaleceu os laços comerciais com os impérios do leste, da Sicília, do norte da África e do Sacro Império Romano, e pôs fim às lutas internas entre os cidadãos de Veneza. As negociações de Pietro II com o imperador bizantino Basílio II para diminuir as tarifas sobre produtos produzidos em Veneza ajudaram a promover uma nova era de prosperidade na República, pois os comerciantes venezianos poderiam minar a concorrência nos comércios internacionais do Império Bizantino. Da mesma forma, Pietro II teve sucesso ao desenvolver um novo relacionamento com Sacro Imperador Romano Otão III, que mostrou sua amizade com ele devolvendo terras anteriormente apreendidas a Veneza, abrindo rotas de livre comércio entre os dois estados e isentando todos os venezianos de impostos no Sagrado Império Romano.
À medida que o poder e a reputação de Pietro II cresciam, o povo veneziano começou a se perguntar se ele planejava secretamente criar uma monarquia hereditária. Seus temores foram confirmados quando seu filho, Otão Orseolo (em homenagem a Otão III), assumiu o título de Doge após a morte de Pietro II em 1009, tornando-se assim o Doge mais jovem da história veneziana aos 16 anos. O escândalo marcou grande parte do reinado de Otão, pois ele mostrou uma clara inclinação ao nepotismo ao elevar vários parentes a posições de poder. Em 1026, ele foi deposto por seus inimigos e exilado em Constantinopla, mas seu sucessor, Pietro Barbolano, teve tanta dificuldade em tentar unir a cidade que parecia que as lutas internas iriam, mais uma vez, prejudicar Veneza.
Em 1032, o próprio Barbolano foi deposto por aqueles que desejavam restaurar o poder a Otão Orseolo, mas o ex-doge estava morrendo em Constantinopla e não conseguiu retornar do exílio. Domenico Orseolo, um irmão mais novo de Otão e uma figura bastante impopular em Veneza, tentou tomar o trono sem esperar pela formalidade de uma eleição, mas assim que ele tentou isso, seus muitos inimigos, incluindo aqueles que pressionaram pelo retorno de Otão, ficaram indignados por Orseolo assumir o trono simplesmente porque era filho de Pietro II. O poder do Doge foi severamente controlado, e Domenico Flabanico, um comerciante de sucesso, foi chamado pelo povo para ocupar o trono de Doge. Durante seu reinado de 11 anos, Flabanico promulgou várias reformas importantes que restringiriam o poder dos futuros Doges, incluindo uma lei que proibia a eleição de um filho de um Doge.
Domenico Contarini (1043–1071) teve um reinado relativamente tranquilo, isto é, solucionando o conflito entre o Doge e seus súditos e recuperando o território que havia sido perdido no leste para o Reino da Croácia nos anos seguintes à deposição de Otão Orseolo. No entanto, um fato permaneceu: com base em suas ações na primeira metade do século XI, a maioria do povo de Veneza claramente não era a favor de ter uma classe hereditária real. Essa realidade, juntamente com as novas memórias dos Doges sedentos de poder, preparou o cenário para Domenico Selvo.

## Biografia

### Primeiros anos
O pouco que se sabe do passado de Selvo é baseado principalmente sobre a sua notoriedade como um Doge. Também são desconhecidos os detalhes sobre a origem da sua família e o seu ano de nascimento, mas pode-se supor que era um nobre veneziano porque, com a rara exceção de Domenico Flabanico, apenas membros desta classe foram eleitos para o cargo de Doge neste ponto da história da República. Selvo supostamente pertencia a uma família da classe patrícia do sestiere de Dorsoduro, ou seja, que seriam de origem da Roma Antiga, possivelmente de um dos tribunos. Aparentemente, também havia sido embaixador do sacro imperador romano-germânico Henrique III e, certamente, foi conselheiro ducal de Domenico Contarini antes de sua eleição como Doge. Estar atrelado à popularidade como Doge pode ter sido uma das causas da ausência de informações dos primeiros anos de vida sobre Selvo.

### Eleição como Doge

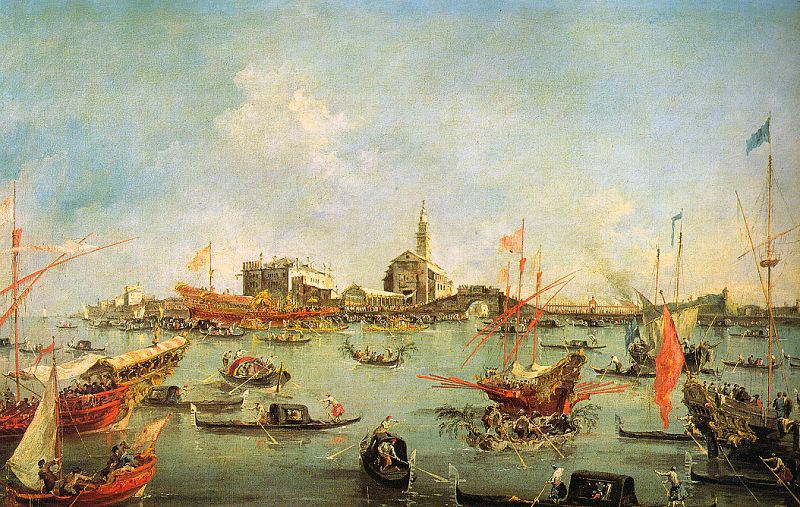
Barqueiros com São Nicolau marcam o contexto ocorrido na ilha de Lido, no Dia da Ascensão no século XVIII, conforme descrito por Francesco Guardi. De acordo com suas alegações, a eleição de Domenico Selvo deve ter sido muito parecida com esta celebração

Selvo é notável por ser o primeiro Doge na história de Veneza cuja eleição foi registrada por uma testemunha ocular, um pároco da igreja de San Michele Archangelo com o nome de Domenico Tino. O relato dá aos historiadores um valioso vislumbre do poder da vontade popular do povo veneziano. Nos dois séculos anteriores, o domínio das quase tiranias havia atormentado a crença popular de que os venezianos detinham o controle democrático sobre seus líderes. Os acontecimentos da eleição de Selvo ocorreram na primavera de 1071, quando o reinado de quase trinta anos de Domenico Contarini, até então Doge, chegou ao fim com a sua morte.
De acordo com o relato de Tino, no dia da eleição, Selvo assistia à missa do funeral do falecido Doge na nova igreja do mosteiro de São Nicolau, construída sob Domenico Contarini em Lido, uma ilha na Lagoa de Veneza. O local era ideal para o funeral de um Doge, isto é, não apenas porque a Basílica de São Marcos estava em construção na época, mas a nova igreja também era espaçosa o suficiente para acomodar um número bastante grande de pessoas. A localização também se mostrou ideal à eleição de um novo Doge pelas mesmas razões.
Após o funeral, uma grande multidão se reuniu em suas gôndolas e galés armadas. Domenico Tino afirma que "uma multidão incontável de pessoas, praticamente toda Veneza" estava lá para expressar sua opinião sobre a escolha de um novo Doge. Depois que o bispo de Veneza perguntou "quem seria digno de sua nação", a multidão cantava Domenicum Silvium volumus et laudamus (Queremos Domenico Selvo e o louvamos). O povo, segundo o relato, havia falado claramente e, com esses gritos, acabou a eleição. Um grupo de cidadãos mais ilustres ergueu o Doge eleito acima da multidão que rugia, e ele foi transportado como tal de volta à cidade. Descalço, de acordo com a tradição, Selvo foi conduzido à Basílica de São Marcos, onde, em meio aos materiais de construção e andaimes, rezou a Deus, recebeu o local de seu trono, ouviu os juramentos de fidelidade de seus súditos e foi empossado oficialmente como o 31.º Doge de Veneza.

### Tempos de paz e prosperidade(1071–1080)
Durante a primeira década de seu governo, as políticas de Selvo foram, em grande parte, uma continuação do trabalho de Domenico Contarini. Houve poucos conflitos armados em casa ou no exterior, e o Doge desfrutou de um período de popularidade devido às condições econômicas prósperas. As relações com o Sacro Império Romano-Germânico foram, aos poucos, reforçadas a um nível totalmente desconhecido desde o reinado do último Orseolo, ou seja, através do comércio relativamente livre e do bom relacionamento que Selvo mantinha com o imperador Henrique IV. A importância da aliança econômica entre as duas nações tornou-se cada vez mais crucial quando o poder, historicamente compartilhado do Sacro Imperador Romano-Germânico e do Papa, foi desafiado pela Questão das Investiduras entre Henrique IV e o Papa Gregório VII, um conflito religioso-político na Idade Média. Selvo teve que seguir uma linha extremamente apertada de prioridades diante dos concorrentes. Por um lado, ele queria manter o acordo comercial que Veneza tinha com as terras ocupadas por Henrique IV; por outro, os venezianos eram religiosamente leais ao catolicismo romano, em oposição à ortodoxia oriental. No auge da controvérsia, o papa Gregório VII ameaçou excomungar Selvo e interditar a República de Veneza, mas Selvo conseguiu escapar disso ao afirmar, diplomaticamente, o poder religioso de Veneza com os titulares renomados que permaneciam na Basílica de São Marcos.
No leste, Selvo não apenas manteve boas relações comerciais com o Império Bizantino, mas também teve vínculo com membros de sua família real para consolidar a aliança que existia há muitos anos entre as duas nações. Em 1075, Selvo casou-se com Teodora Ana Ducena, filha de Constantino X e irmã do imperador reinante, Miguel VII. Apesar de os venezianos, especialmente os nobres, desconfiarem da cerimônia que acompanhava o casamento e a noiva real, a aliança fortalecida significava uma mobilidade ainda maior para os mercadores venezianos no leste. Embora a popularidade da nova Dogaressa (similar ao conceito de primeira-dama) não fosse grande, Selvo era o herói da classe mercantil que tinha uma influência política ainda maior desde as declarações da família nobre veneziana Orseolo.

### Vitória contra a ofensiva de Guiscardo(1081–1083)

A República de Veneza, os Estados normandos de Apúlia e Calábria, e o Condado da Sicília, governado por Roberto Guiscardo; e os demais Estados ao redor do Mar Adriático em 1084

Apesar da relativa paz dos primeiros anos do reinado de Selvo, as forças que ao final levariam à sua destituição já haviam entrado em ação. No sul da Itália, o Duque da Apúlia e Calábria, Roberto Guiscardo, passou a maior parte de seu reinado consolidando o poder normando ao longo do punta-tacos da Península Itálica, expulsando os exércitos bizantinos. Guiscardo estava avançando para o norte em direção aos Estados papais (aos quais o Ducado da Apúlia e da Calábria era aliado) e ameaçava o controle bizantino das cidades ao longo dos mares Jônico e Adriático. Em maio de 1081, Guiscardo liderou seu exército e marinha através do mar para Dirráquio (também conhecido como Durazo) ao invadir a cidade portuária por ser uma das extremidades da famosa Via Egnácia, uma rota direta à capital bizantina de Constantinopla. Aleixo I Comneno, o recém-coroado imperador bizantino, enviou uma mensagem urgente a Selvo pedindo a mobilização da frota veneziana em defesa de Dirráquio, como troca de grandes recompensas. O Doge não perdeu tempo em proteger a cidade, e decidiu encarregar toda sua frota de 14 navios de guerra e 45 outros navios. Selvo foi motivado não apenas por seus laços familiares e a promessa de recompensa, mas também pela percepção de que o controle normando sobre o Estreito de Otranto seria uma ameaça tão grande para o poder veneziano na região quanto seria para seu aliado no leste.
Quando Selvo se aproximou da cidade, os navios de Guiscardo já haviam ancorado no porto de Dirráquio. Embora a batalha tenha sido feroz, as táticas superiores da habilidosa frota veneziana dominaram os inexperientes normandos que estavam acostumados principalmente a batalhas terrestres. A frota derrotada liderada por Guiscardo recuou para o porto depois de perder muitos navios. Vitorioso no mar, Selvo deixou a frota sob o comando de seu filho e retornou a Veneza como herói. Por causa da ajuda dada ao Império Bizantino, a República de Veneza foi recompensada por uma bula dourada: um decreto do imperador Aleixo I Comneno concedendo a Veneza muitos privilégios, entre elas uma isenção de impostos para os comerciantes venezianos, que seria crucial para o futuro econômico e a expansão política de Veneza no Mediterrâneo oriental.
A derrota na costa de Dirráquio, embora devastadora à frota de Guiscardo, infligiu poucos danos ao seu exército, pois a maioria desembarcou antes do confronto de preparação à Batalha de Dirráquio. Posteriormente, Guiscardo reagruparia suas forças e derrotaria um grande exército bizantino liderado pelo próprio Aleixo I. Em 1082, Guiscardo tomou a cidade de Dirráquio, e como os marinheiros venezianos foram forçados a sair da cidade e seus navios desocuparam o porto da cidade, a primeira vitória de Veneza contra a frota normanda pareceu apenas um revés temporário para os normandos. Devido aos novos privilégios comerciais e pelo fato de que praticamente nenhum dano foi infligido aos venezianos durante este cerco, Selvo permaneceu muito popular em Veneza. Enquanto isso, Guiscardo avançou rapidamente pela Península Balcânica, mas sua marcha foi interrompida por um despacho urgente e um pedido de ajuda de seu maior aliado, o Papa Gregório VII. Guiscardo respondeu retornando à Itália e marchando sobre Roma para expulsar temporariamente Henrique IV, mas, no processo, ele perdeu quase todos os territórios que havia conquistado nos Bálcãs. Sabendo que Guiscardo tinha ido embora, em 1083 Selvo enviou a frota veneziana para recapturar Dirráquio e a Ilha de Corfu ao sul.

### Revanche de Guiscardo e destituição de Selvo como Doge de Veneza (1084)

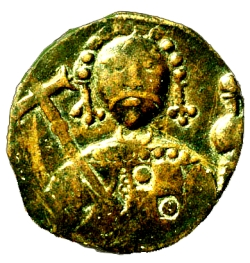
Roberto Guiscardo sendo retratado numa moeda

Em 1084, Guiscardo retornou aos Bálcãs e planejou uma nova ofensiva contra a ilha Corfu, onde uma frota combinada greco-veneziana, comandada por Selvo, aguardava sua chegada. Quando os normandos se aproximaram da ilha, as frotas combinadas causaram a Guiscardo uma derrota ainda maior do que ele havia recebido na batalha naval em Dirráquio. Guiscardo ordenou outro ataque três dias depois, mas os resultados foram ainda mais desastrosos para os normandos. Selvo estava completamente convencido da vitória de sua frota e enviou todos os navios danificados ao norte de Veneza para reparos, visando liberá-los para outros usos e confirmar sua vitória. O Doge então se retirou com os navios restantes à costa albanesa para aguardar a partida dos normandos. Agindo com base na crença do Doge de que um terceiro ataque seria improvável e que a presença de uma frota veneziana ligeiramente esgotada significava maiores chances de vitória, Guiscardo convocou todos os navios flutuantes que pôde encontrar e liderou os normandos em um ataque surpresa. Sua estratégia, embora talvez arriscada, acabou sendo bem calculada, pois causou confusão em massa entre os venezianos, que foram esmagados em todos os flancos, enquanto os gregos fugiam do que supunham ser uma batalha perdida. Selvo mal conseguiu recuar com o restante de sua frota, mas não antes da morte de três mil venezianos e da prisão de outros 2 500. Os venezianos também perderam nove grandes galés, os maiores e mais fortemente armados navios de sua frota de guerra.
Quando a frota danificada retornou a Veneza, as notícias da derrota se espalharam por toda a cidade com reações mistas. Embora alguns estivessem dispostos a perdoar a derrota considerando as circunstâncias, muitos outros precisavam de alguém para culpar pela perda, que era considerável não apenas em termos humanos e materiais, mas também simbolicamente. O povo de Veneza foi humilhado por uma nação novata sem praticamente nenhuma experiência naval. Embora Guiscardo morresse no ano seguinte e a ameaça normanda desaparecesse rapidamente, um bode expiatório era necessário naquele momento. Uma facção de venezianos influentes, possivelmente liderados por Vitale Faliero com base em escritos posteriores, liderou uma revolta popular para derrubar Selvo como Doge, até que em dezembro de 1084 eles conseguiram este objetivo. Selvo, aparentemente, não fez um grande esforço para se defender e foi enviado para um mosteiro. Ele morreu três anos depois, em 1087, e foi enterrado na lógia da Basílica de São Marcos.

## Legado
Depois que Selvo foi destituído, levou vários anos para Veneza se recuperar da derrota na ilha Corfu e para os venezianos perceberem plenamente o impacto imediato de suas ações como Doge. Quando Veneza forneceu ajuda militar ao Império Bizantino, eles receberam uma bula dourada do imperador Aleixo I Comneno que proporcionaria aos venezianos uma grande vantagem econômica e estratégica em todo o império oriental por séculos. De acordo com os termos do decreto, concessões anuais foram dadas a todas as igrejas em Veneza (incluindo um presente especial para os cofres de São Marcos), a República recebeu seções inteiras do Corno de Ouro em Constantinopla e os comerciantes venezianos receberam uma isenção total de todos os impostos e taxas em todo o território do Império Bizantino. Isso não apenas ajudou o rápido crescimento econômico de Veneza nos séculos seguintes, dando aos produtos venezianos uma vantagem significativa de preço sobre outros produtos estrangeiros, mas também iniciou um longo período de relações artísticas, culturais e militares entre Veneza e Bizâncio. Essa combinação de influências culturais orientais e ocidentais fez de Veneza uma porta simbólica entre o leste e o oeste no sul da Europa.

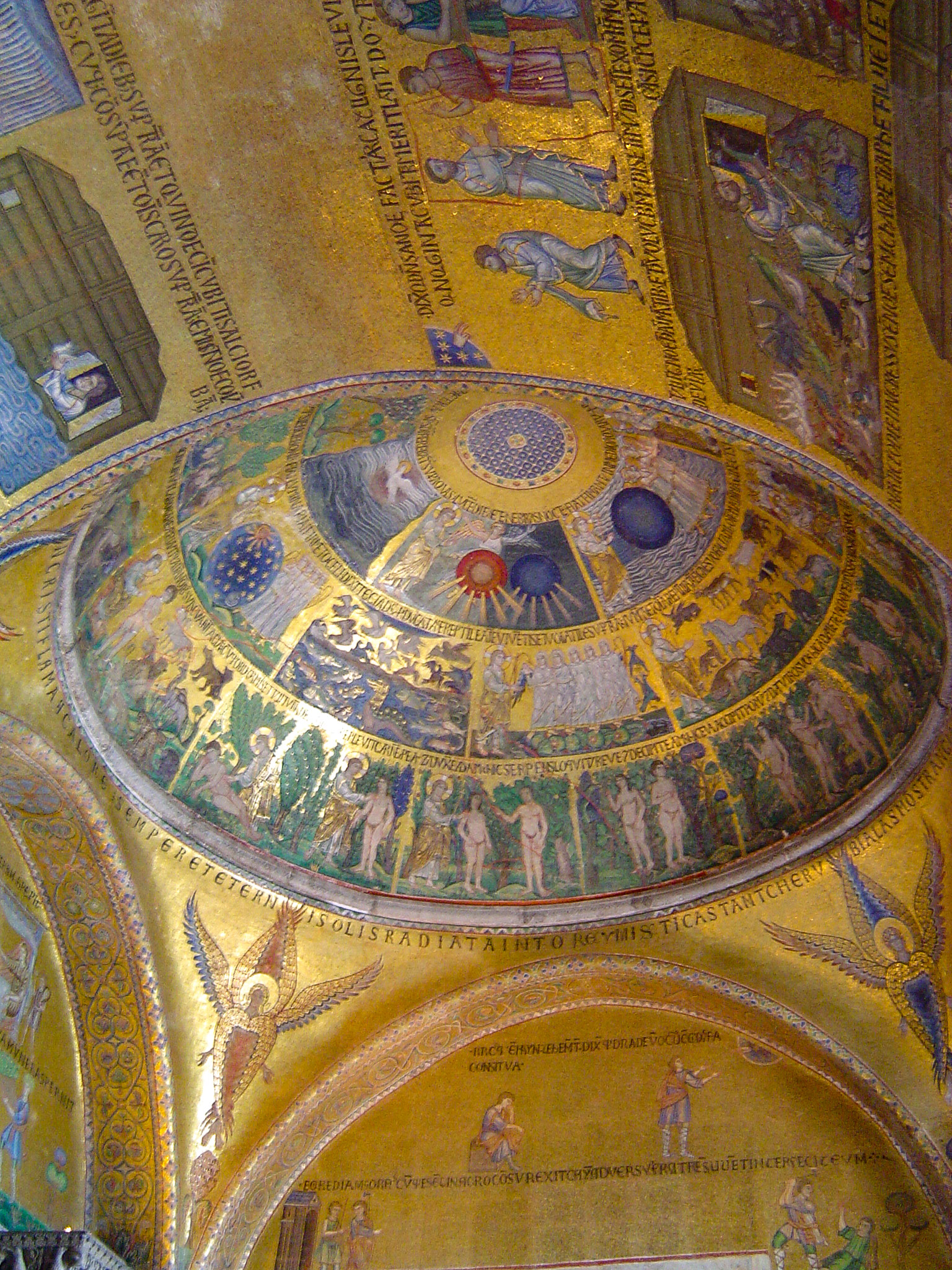
Mosaicos na Basílica de São Marcos foram encomendados pela primeira vez por Domenico Selvo

No início do governo de Selvo, ele assumiu a responsabilidade pela terceira construção da Basílica de São Marcos. Esta última é a obra mais notável da igreja, cuja construção foi iniciada por Domenico Contarini e concluída por Vitale Faliero em 1094, e posteriormente tornou-se um importante símbolo dos longos períodos de riqueza e poder medieval veneziano. A igreja também é um monumento à grande influência bizantina na arte e cultura venezianas ao longo de sua história, mas particularmente no século XI. Embora Selvo não tenha supervisionado o início ou a conclusão da Basílica de São Marcos, seu governo cobriu um período mais longo de construção do que os outros dois doges que supervisionaram o projeto. O Doge decretou que todos os comerciantes venezianos que retornassem do leste deveriam trazer mármores ou esculturas finas para decorar a Basílica de São Marcos. Os primeiros mosaicos foram iniciados na basílica sob a supervisão de Selvo.
Ao ganhar o poder por meio de um voto de confiança do povo e depois entregar voluntariamente o poder, Selvo, como muitos outros Doges que passaram por transições semelhantes, deixou um impacto de longo prazo no processo de sucessão que acabaria se tornando um modelo de paz e antinepotismo para transições de poder em uma república clássica. Embora sua deposição não tenha mudado imediatamente o sistema, foi uma das muitas mudanças importantes de poder em uma sociedade que estava em processo de se afastar de uma monarquia e em direção a um governo liderado por um funcionário eleito. Após as batalhas em Corfu, Selvo foi visto por muitos como inepto e incapaz de lidar com os deveres que um Doge devia realizar. Seu aparente desperdício de quase toda a frota, juntamente com uma desconfiança de uma década por sua esposa real, fez com que Selvo se tornasse impopular em Veneza. Ao responder à vontade do povo, Selvo ajudou a moldar uma sociedade que acabaria criando um sistema complicado para controlar o poder de seus membros mais influentes, criar ramos governamentais cooperativos que controlavam o poder uns dos outros e fundir a nação em uma república clássica.